# Denmoza
'Denmoza rhodacantha', Salm – Dyck, 1834

## Origine
Se găsește în provinciile Mendoza, San Juan și La Rioja, Argentina.

## Descriere
Cactus solitar, globular sau sub formă de coloană scurtă, poate ajunge la 1,5 m înălțime și 15 –40 cm diametru. Are 30 coaste de 1 cm înălțime. Spini , maron, roșiatici și cu timpul gri, foarte diferiți în plante tinere și adulte. Un spin central ,uneori absent, de 2–3 cm lungime. De la 8-12 spini radiali, ușor curbați. Au areole de mai multe mărimi, cu perișor terminat în spini de 7 cm lungime. Florile apar aproape de vârful lăstarului, tubulare, bilateral simetrice, de culoare roșie, tubul floral este curbat; se deschid în timpul zilei și sunt polenizate de colibri. Fructul sferic, uscat cand se coace, verde palid.

## Specii
Denmoza dulcis-pauli

Denmoza rhodacantha (syn. D. erythrocephala)

## Cultivare
Se îmulțește prin semințe și este de creștere lentă.

## Observații
Temperatura medie minimă  5 °C. Are nevoie de multă lumină, puțină apă. Nu are probleme cu înghetul moderat.